# Roberto Ridolfi
Roberto Ridolfi est un historien italien né le 12 septembre 1899 à Florence et décédé le 28 décembre 1991 dans la même ville.

## Principales œuvres
- (it) L'archivio della famiglia Guicciardini, Florence, L.S. Olschki, 1931.
- (it) Girolamo Savonarola, Le Lettere, Florence, L.S. Olschki, 1933.
- (it) Gli archivi delle famiglie fiorentine, Florence, L.S. Olschki, 1934.
- (it) Studi savanaroliani, Florence, L.S. Olschki, 1935.
- (it) Il Bargeo e i sonetti contro Fiammetta Soderini, Florence, Ginori Conti, 1939.
- (it) Le prediche del Savonarola. Cronologia e tradizione del testo, Florence, Ginori Conti, 1939.
- (it) Genesi della storia d'Italia guicciardiniana, Florence, L.S. Olschki, 1939.
- (it) Opuscoli di storia letteraria e di erudizione (Savonarola, Machiavelli, Guicciardini, Giannotti), Florence, Bibliopolis, 1942.
- (it) I Processi del Savonarola, Florence, L.S. Olschki, 1946.
- (it) Orologio a pagine, Naples, Casella, 1951.
- (it) Vita di Girolamo Savonarola, vol. 2, Rome, Angelo Belardetti, 1952.
- (it) Vita di Niccolò Machiavelli, Rome, Angelo Belardetti, 1954, 512 p. (ISBN 978-88-6826-422-2 et 88-6826-422-6).
- (it) Memorie di uno studioso, Rome, Angelo Belardetti, 1956.
- (it) Vita di Giovanni Papini, Milan, Mondadori, 1957.
- (it) Le filigrane del paleotipi. Saggio metodologico, Florence, Tip. Giuntina, 1957.
- (it) La stampa in Firenze nel secolo XV, Florence, L.S. Olschki, 1958.
- (it) Vita di Francesco Guicciardini, Rome, Angelo Belardetti, 1960.
- (it) Il libro dei sogni, Rome, Angelo Belardetti, 1963.
- (it) La parte davanti, Florence, Vallecchi, 1967.
- (it) Studi sulle commedie del Machiavelli, Pise, Nistri Lischi, 1968.
- (it) I ghiribizzi, Florence, Vallecchi, 1968.
- (it) Dialogo di un astronauta e di Ludovico Ariosto, Rome, G. Casini, 1969.
- (it) I palinfraschi, Florence, Vallecchi, 1970.
- (it) Candido Gino. Celebrazione di Gino Capponi nel centenario della morte, Rome, Académie nationale des Lyncéens, 1976.
- (it) Le cantafavole, Florence, Sansoni, 1977.
- (it) Studi guicciardiniani, Florence, L.S. Olschki, 1978.
- (it) Il trittico del risorto, Florence, Cassa di Risparmio di Firenze, 1979.
- (it) L'acqua del Chianti, Milan, Rusconi, 1981.
- (it) Lorenzino sfinge medicea, Florence, SP44, 1983.
- (it) Addio alla Baronta, Florence, Sansoni, 1985.
- (it) Incontriamo Ridolfi, Brescia, La Scuola, 1987.
- (it) Gli ultimi elzeviri. Scrivere senza vedere, Florence, R. Mascagni, 1989.
- (it) La vita aggiunta. Omaggio a Roberto Ridolfi, Florence, La Nazione, 1991.
- (it) Questa è Firenze. Natale 1996, Florence, A. Falciani Libri, 1996.
- (it) Prolegomeni ed aggiunte alla Vita di Girolamo Savonarola, Florence, Sismel, 2000.
- (it) Poesia in prosa. Scritti letterari di una vita, vol. 2, Florence, Le Lettere, 2002.
- (it) Anna Gravina, Giovanni Papini : Robert Ridolfi. Carteggio 1939-1956, Rome, Edizioni di Storia e Letteratura, 2006.